# 베를린 훔볼트하인역
베를린 훔볼트하인역(Bahnhof Berlin Humboldthain)역은 베를린 미테구 게준트브루넨에 있는 철도역이다. 훔볼트하인 공원(Volkspark Humboldthain) 인근에 역사가 위치해 있다.

## 시설
베를린 북역과 게준트브루넨역 사이에 있으며, 훔볼트하인 공원 서쪽의 절개지에 역사가 위치해 있다. 승강장 길이는 177 m이며 이 중 절반 가량에만 지붕이 설치되어 있다. 슈체친선의 장거리선은 전역인 게준트브루넨역에서 끝나며, S반선만 이 역을 경유하여 베를린 북역까지 이어진다. 승강장 남쪽으로 출구 2개소와 엘리베이터가 설치되어 있다.
대합실과 중간층은 신즉물주의 양식으로 건설되었으며, 역사의 전체적인 형태는 칠각형이다. 대합실 아래로 역무실이 2개 층으로 건설되었다. 역사 외벽은 벽돌 재질이었으며 제2차 세계 대전 종전 이후에 변경되었다. 역사 내부는 노란색 타일로 마감되어 있다. 역사, 승강장, 경계벽을 포함한 전체 시설은 베를린 건축 유산으로 지정되어 있다.

## 역사
이 역의 건설 계획은 1898년으로 거슬러 올라가며, 당시의 AEG에서 슈테틴역 방면으로의 교외선 철도를 연결하려는 시도와 연결되어 있다. 왕립 베를린 철도국에서 슈테틴역의 보행자 터널에서 지선 터널 건설을 계획하다가, 비용 절감을 위해서 훔볼트하인 지역에 추가 승강장 건설안이 등장했다. 지선 터널 건설 비용은 33만 금 마르크로 계산되었으며, 훔볼트하인역 건설은 75,000 금 마르크로 계산되었다. 1898년 11월 18일에 제출된 훔볼트하인역 건설 계획안(1574 B. II. 98)은 프로이센 공공사업부 장관 카를 폰틸렌(Karl von Thielen)에 의해서 1899년 5월 12일에 거절되었다.
현재의 역사는 근처의 주거 지역과 공원을 연결할 목적으로 베를린 남북 S반선 건설 당시인 1934년 1월 8일에 착공했다. 역 건설 당시에 인근 지역이 개발되어 있었기 때문에 역 건물을 지을 부지가 협소했다. 그 결과 승강장은 곡선으로 건설되었고, 근처에 있었던 교량이 이설되었다. 대합실 건물은 교량 서쪽에 있었던 작은 부지에 건설되었고, 승강장으로 향하는 교량은 위치 문제로 꺾여서 설치되었다. 약 1년간의 공사 끝에 1935년 1월 21일에 개업했다. 개통 초기에는 슈테틴 근교선역으로 열차가 운행했으며, 1936년 7월 27일부터 남북 S반선으로 진입했다.
제2차 세계 대전으로 인하여 1945년 4월부터 S반 운행이 중단되었다. 1945년 6월부터 증기 기관차 견인 열차로 근교선 운행이 재개되었고, 곧 전동차 운행이 재개되었다. 란트베어 운하 폭파로 인하여 남북 S반선이 침수되었기 때문에 슈테틴역 지상 승강장으로 열차가 운행했고, 터널 구간은 1946년 1월 31일부터 운행이 복구되었다.
1961년 8월 베를린 장벽 건설과 서베를린의 S반 보이콧으로 인하여 승객 수가 급격하게 줄어들었다. 1984년 1월 9일 독일국영철도에서 서베를린 BVG에 S반 영업권을 양도한 후 선로 및 역사 상태로 인하여 운행이 중단되었다. 1984년 5월 1일 베를린 안할트역부터 게준트브루넨역까지의 남북 S반선 운행이 재개되었다. 본격적인 개보수공사는 독일의 재통일 이후에 남북 S반선과 같이 1991년 4월 2일부터 1992년 3월 1일까지 진행되었다. 2011년 12월부터 엘리베이터 운영이 시작되었고 두 번째 출구가 개통되었다.
2016년 초부터 1인 승무용 ZAT-FM이 도입되었다.

## 인접 철도역
베를린 버스 247번과 환승 가능하다.
| 베를린 S반                             | 베를린 S반 | 베를린 S반                   |
| -------------------------------------- | ---------- | ---------------------------- |
| 게준트브루넨 오라니엔부르크 방면       | S1         | 베를린 북역 반제 방면        |
| 게준트브루넨 베르나우 바이 베를린 방면 | S2         | 베를린 북역 블랑켄펠데 방면  |
| 게준트브루넨 헤니히스도르프 방면       | S25        | 베를린 북역 텔토 슈타트 방면 |
| 게준트브루넨 블랑켄부르크 방면         | S26        | 베를린 북역 텔토 슈타트 방면 |

## Literatur
- Michael Braun (2008). 《Nordsüd-S-Bahn Berlin. 75 Jahre Eisenbahn im Untergrund》. Berlin: Verlag GVE. ISBN 978-3-89218-112-5.
- Max Grabski (1936). 《Vom Bau der Berliner Nordsüd-S-Bahn. 2. Bildbericht》. Die Reichsbahn. Heft 12.
- Wolfgang Kramer, Jürgen Meyer-Kronthaler (1998). 《Berlins S-Bahnhöfe. Ein dreiviertel Jahrhundert》. Berlin: be.bra. ISBN 3-930863-25-1.
- Krug (1936). 《Die architektonische Ausgestaltung der Bahnhöfe der Nordsüd-S-Bahn》. Verkehrstechnische Woche. Heft 30.